# Owen J. Baggett

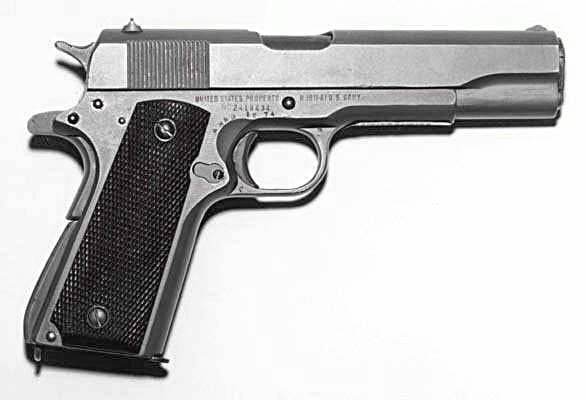
Colt M1911

Owen John Baggett (né le 29 août 1920 à Graham et mort le 27 juillet 2006) est un aviateur et militaire américain.

## Biographie
Officier dans l'armée de l'air américaine pendant la Seconde Guerre mondiale, il est notable pour être la seule personne à avoir abattu un avion à l'aide d'un pistolet.
En effet, basé en Asie, l'avion bombardier de Baggett est gravement endommagé en cours d'une mission. L'équipage est contraint de se parachuter et les pilotes japonais commencent alors à attaquer les aviateurs américains lors de leur descente. Deux des membres d'équipage sont tués et Baggett, qui est blessé, décide de faire le mort dans l'espoir que les pilotes ennemis l'ignorent. Néanmoins, un chasseur Nakajima Ki-43 ralenti près de Baggett pour s'en assurer. Baggett voyant le pilote ouvrir sa verrière, il décide de tenter sa chance. Il tire avec son pistolet Colt M1911, l'avion décrochant et plongeant vers le sol.
Toutefois, cette version est contredite par les dossiers japonais qui indiquent qu'aucun avions japonais n'a été perdu lors de ce combat. Vraisemblablement, le pilote japonais (blessé ou non) a pu reprendre le contrôle de son avion.
Baggett est capturé par des soldats japonais à son arrivée au sol et reste prisonnier des Japonais pour le reste de la guerre.